# Ctenocephalides
Genre
Synonymes
- Ctenocephalus Kolenati, 1857[1]

Ctenocephalides est un genre d'insectes ectoparasites de l'ordre des Siphonaptera (puces), de la famille des Pulicidae qui attaquent l'Homme, le bétail, les animaux domestiques comme la Puce du chat (Ctenocephalides felis), la Puce du chien (Ctenocephalides canis).
Ces insectes sont susceptibles d'être des vecteurs biologiques de transmission de pathogènes.

## Systématique
Dans l'ordre des Siphonaptera (« muni d’un siphon et dépourvu d’ailes ») anciennement appelé Aphaniptera (« ailes non apparentes »), ces puces sont des arthropodes dépourvus d’ailes (aptères), mais pourtant classés dans la sous-classe Pterygota (c'est-à-dire possédant des ailes en principe), insectes avec lesquels elles partagent de multiples caractères morphologiques et biologiques.

## Liste d'espèces
Selon BioLib (2 février 2021) :
- Ctenocephalides arabicus (Jordan, 1925)
- Ctenocephalides brygooi Beaucournu, 1975
- Ctenocephalides canis (Curtis, 1826) - Puce du chien
- Ctenocephalides chabaudi Beaucournu & Bain, 1982
- Ctenocephalides connatus (Jordan, 1925)
- Ctenocephalides crataepus (Jordan, 1925)
- Ctenocephalides craterus (Jordan & Rothschild, 1913)
- Ctenocephalides felis (Bouché, 1835) - Puce du chat
- Ctenocephalides grenieri Beaucournu & Rodhain, 1995
- Ctenocephalides orientis (Jordan, 1925)
- Ctenocephalides paradoxuri Wagner, 1936
- Ctenocephalides rosmarus (Rothschild, 1907)

## Étymologie
Ctenocephalides dérive de cteno, « peigne » et cephale, « tête », soit « tête à peigne ».